# Freccia del Brabante 1965
La Freccia del Brabante 1965, quinta edizione della corsa, si svolse il 31 marzo su un percorso di 177 km. Fu vinta dal belga Willy Bocklant della squadra  Flandria-Roméo davanti al connazionale Georges Vanconingsloo e all'olandese Piet Rentmeester.

## Ordine d'arrivo (Top 10)
| Pos. | Corridore             | Squadra               | Tempo    |
| ---- | --------------------- | --------------------- | -------- |
| 1    | Willy Bocklant        | Flandria-Roméo        | 4h40'00" |
| 2    | Georges Vanconingsloo | Peugeot-BP-Michelin   | a 34"    |
| 3    | Piet Rentmeester      | Amstel Bier           | s.t.     |
| 4    | Robert Lelangue       | Cynar-Allegro         | s.t.     |
| 5    | Victor Van Schil      | Mercier-BP-Hutchinson | s.t.     |
| 6    | Jos van der Vleuten   | Flandria-Roméo        | s.t.     |
| 7    | Camiel Vyncke         | Flandria-Roméo        | s.t.     |
| 8    | Alfons Hellemans      | Wiel s-Groene Leeuw   | a 1'45"  |
| 9    | Jean-Baptiste Claes   | Flandria-Roméo        | s.t.     |
| 10   | Lionel Vandamme       | Flandria-Roméo        | s.t.     |